# Donacoscaptes attenuata
Donacoscaptes attenuata là một loài bướm đêm trong họ Crambidae.